# Bactrocera magnicauda
Bactrocera magnicauda är en tvåvingeart som beskrevs av White och Neal L. Evenhuis 1999. Bactrocera magnicauda ingår i släktet Bactrocera och familjen borrflugor. Inga underarter finns listade.